# Johannistor (Jena)

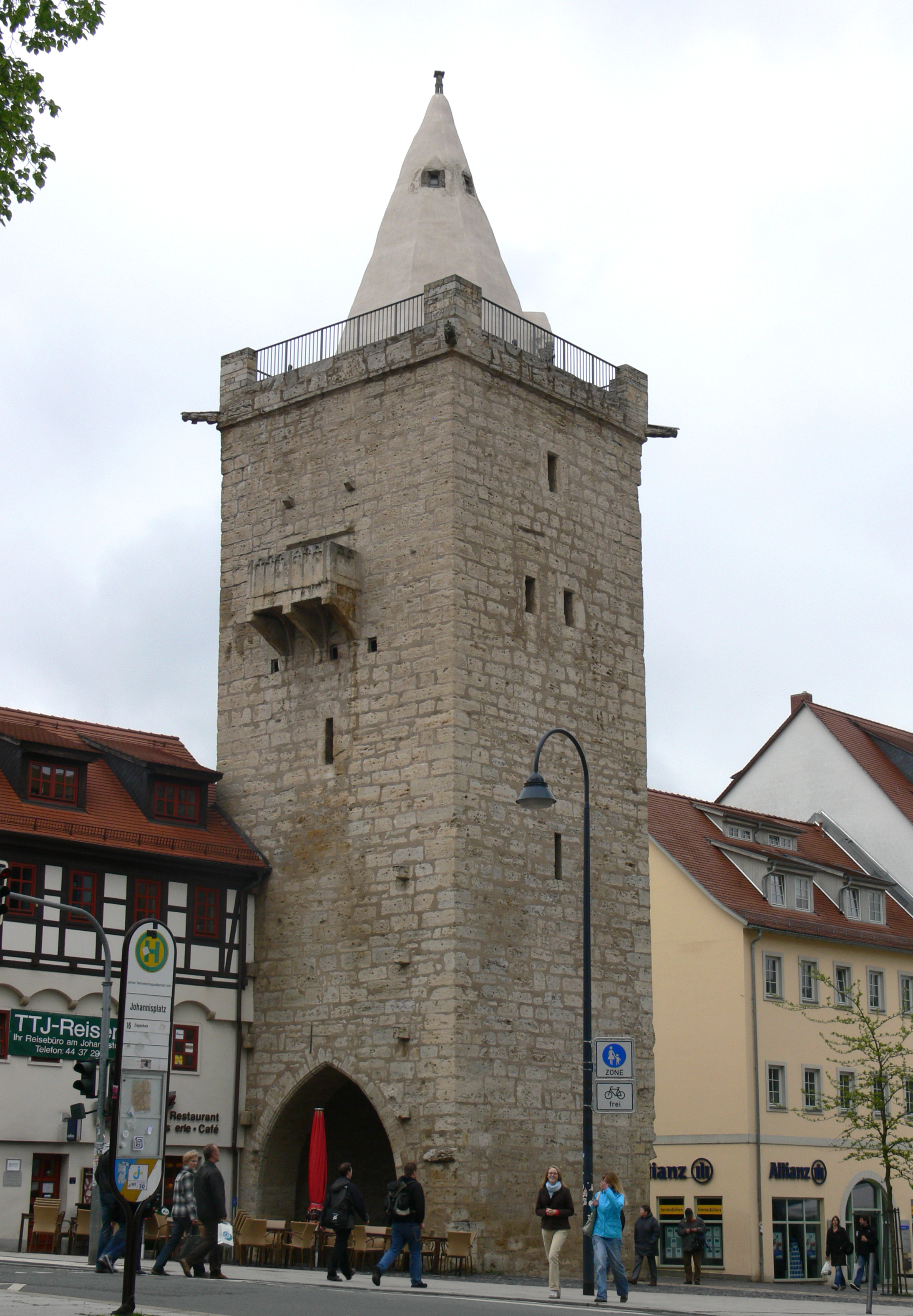
Das Johannistor

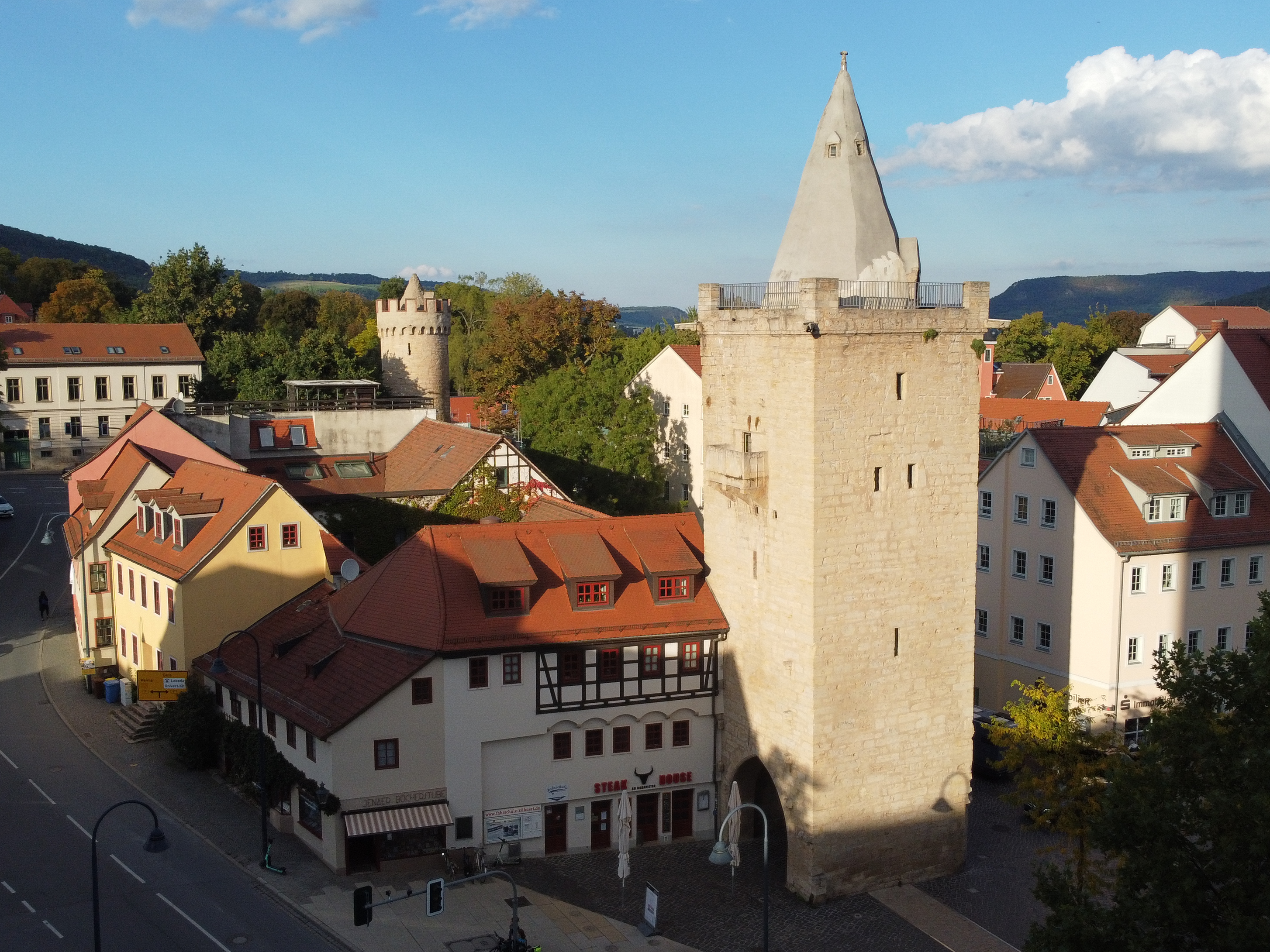
Das Johannistor aus der Luft, 2022

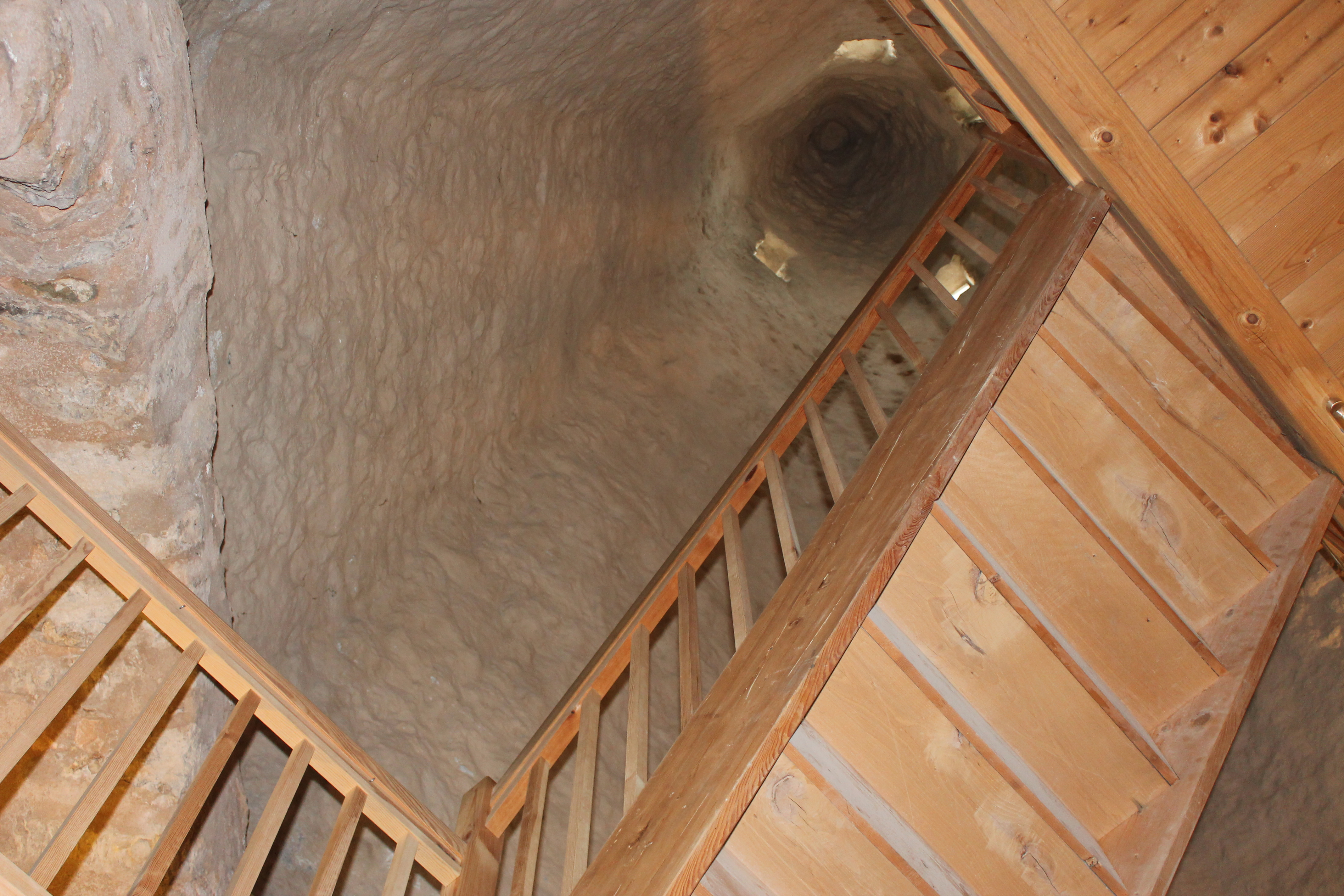
Holztreppen im Inneren

Das Johannistor ist das einzig noch weitgehend  erhaltene Stadttor im thüringischen Jena. Als Teil der alten Stadtmauer ist es über einem rekonstruierten Wehrgang mit dem Pulverturm verbunden. Erst zu Anfang des 19. Jahrhunderts, als Folge der zunehmenden Verkehrsbelastung, wurde das äußere Vortor entfernt. Bis zum Abriss der Häuser auf der Südseite der Johannisstraße im Juni 1969 war das Johannistor der einzige westliche Zugang der Jenaer Altstadt.
Erstmals urkundlich erwähnt wurde der westliche Torturm im Jahr 1304. Im 15. Jahrhundert erfolgte ein Umbau nach spätgotischen Vorbild sowie der Anbau eines Erkers. Der Turm hat einen quadratischen Grundriss mit 7,72 m × 7,85 m Kantenlänge. Die Gesamthöhe beträgt 31,70 m. Der einzige Zugang in den Turm erfolgte vom Wehrgang der Stadtmauer über eine schmale Pforte in 7,75 m Höhe über Grund. Im Inneren werden die folgenden Geschosse durch Leitern und Treppen erschlossen. Über der Durchfahrt des Tores befindet sich ein steinernes Gewölbe, im Zentrum mit einer Gußöffnung. Die weiteren Geschosse werden mit hölzernen Balken und Decken abgeschlossen. Das steinerne Kegeldach des Turmes hat eine Höhe von 9,20 m und sitzt auf dem angedeuteten Umgang, der sich in 22,50 m Höhe über Grund befindet. Der Turm hat laut Baugutachten ein Gesamtgewicht von 2.181 Tonnen. Die Turmspitze, die als Giebelblume ausgeführt wurde, trug stets eine Wetterfahne.
Das Innere des Turmes wird überwiegend durch schmale Schlitzfenster erhellt, auch in der Turmspitze befinden sich mehrere Öffnungen als Rauchabzug. Im Mittelalter wurde der Turm von der Stadtwache genutzt, die auch die Brandwache für das Stadtgebiet zu gewährleisten hatte.
Auf steinernen Konsolsteinen ragt ein Erker aus der Turmfassade hervor, im Volksmund wird er Käsekorb genannt. Einst schmückte auch eine Heiligenfigur den Turm, sie war unter einem steinernen Baldachin angebracht, von dem noch Reste erkennbar sind. Eine umfassende Sanierung des Tores wurde 1816 vorgenommen, die letzte wurde 2001 abgeschlossen.
Außen vor dem Tor befand sich die Johannisvorstadt, eine von ehemals vier Vorstädten Jenas. Weiter Richtung Westen führte eine Handelsstraße durch die heutige Wagnergasse nach Weimar und weiter nach Erfurt. Innerstädtisch gelangt man über die Johannisstraße zur Stadtkirche St. Michael.
In unmittelbarer Nachbarschaft befindet sich der 2004 erbaute Philisterbrunnen sowie der Jentower.
Unter den Studenten aus Jena gibt es den Brauch, nicht durch dieses Tor zu gehen, da man einem Aberglauben nach die nächste Prüfung nicht besteht, wenn man durch dieses Tor schreitet.

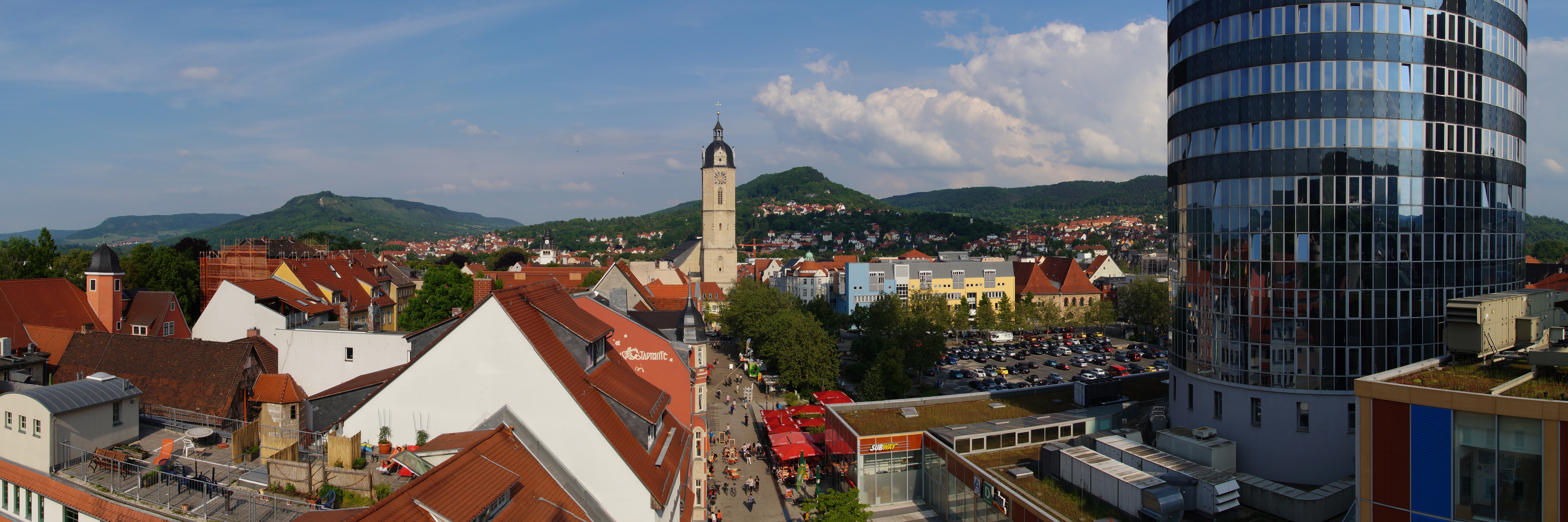
Blick vom Johannistor

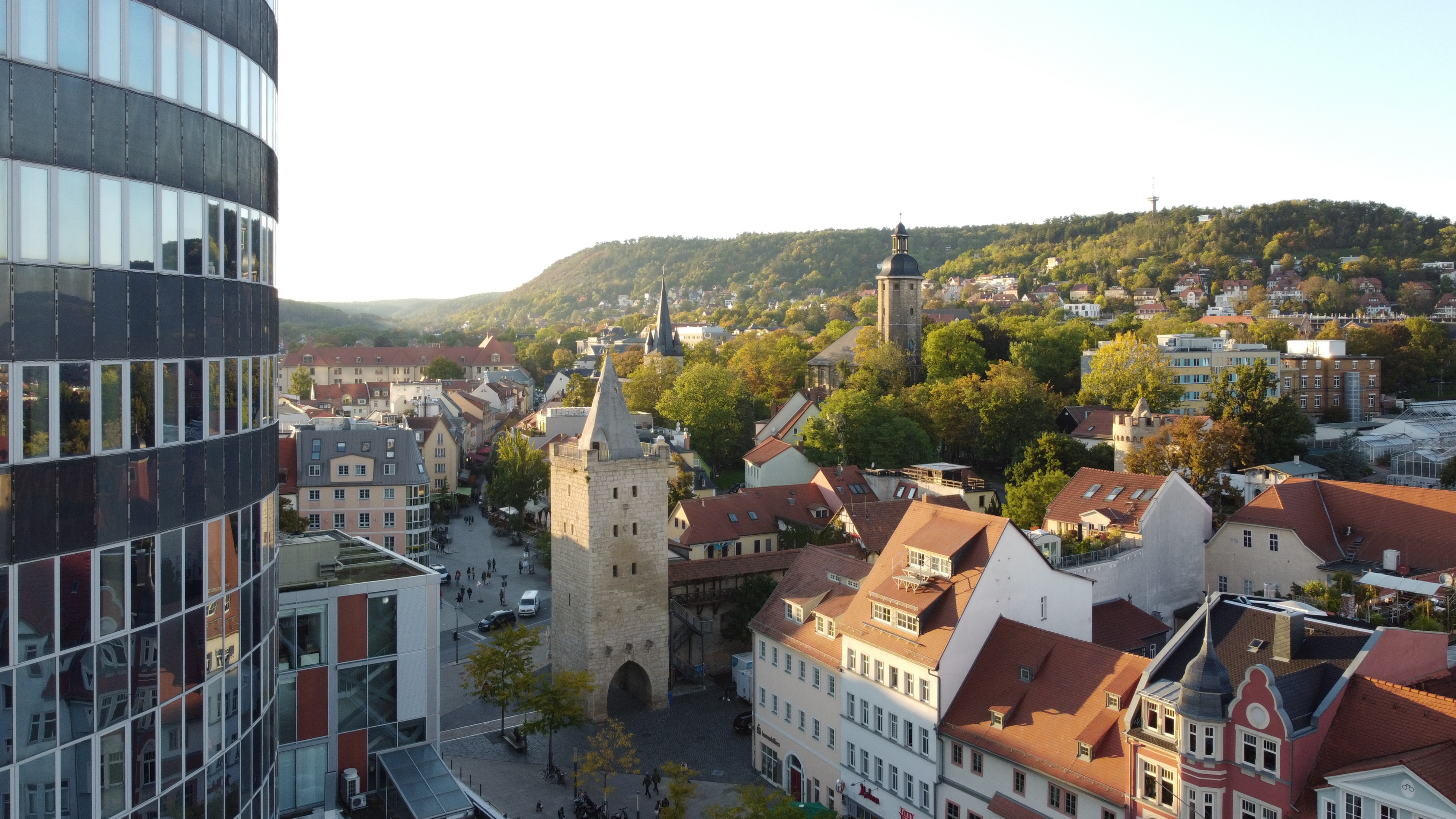
Rückansicht, 2022